# Povodeň

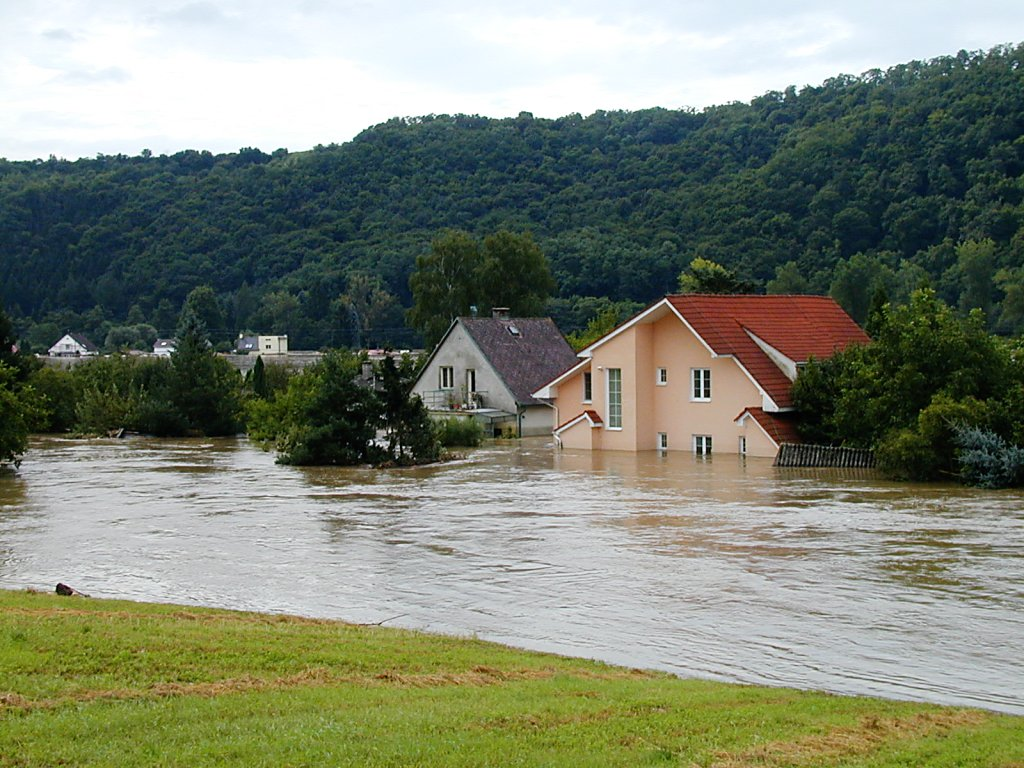
Rozvodněná Berounka v obci Hlásná Třebaň v srpnu 2002

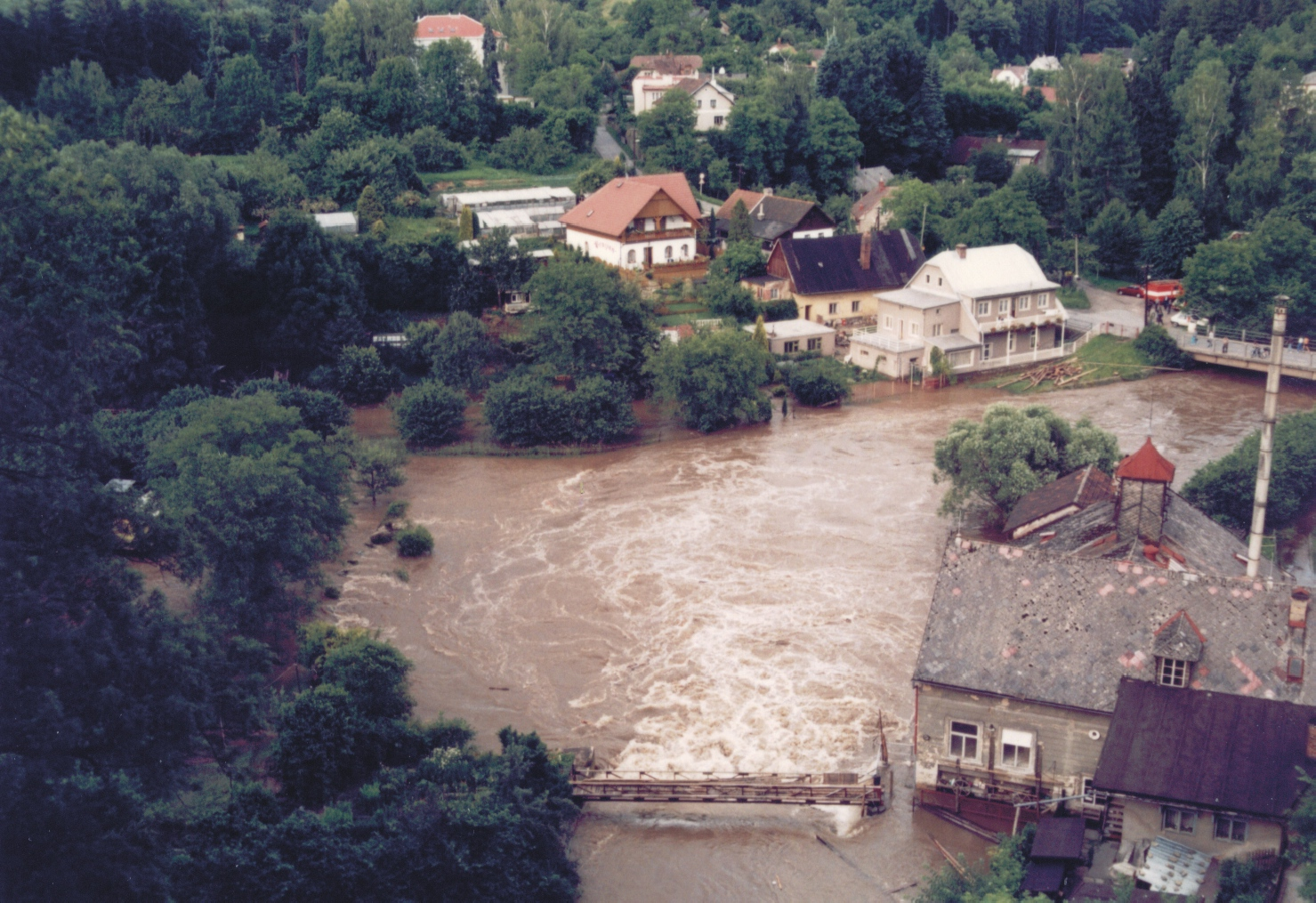
Povodeň na řece Metuji v Novém Městě nad Metují v roce 1997

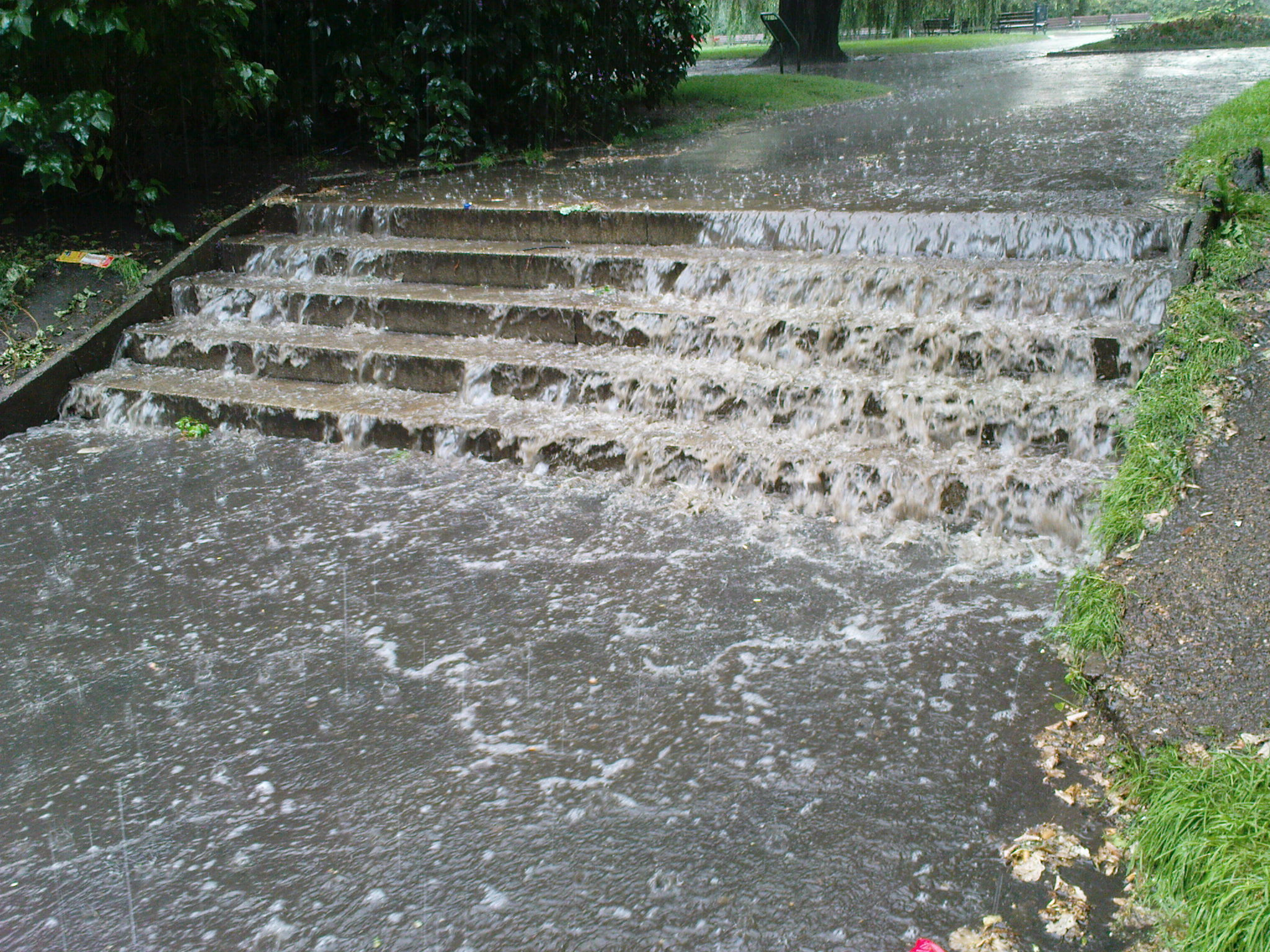
Přívalové, chybně též bleskové povodně vznikají v důsledku přívalových dešťů

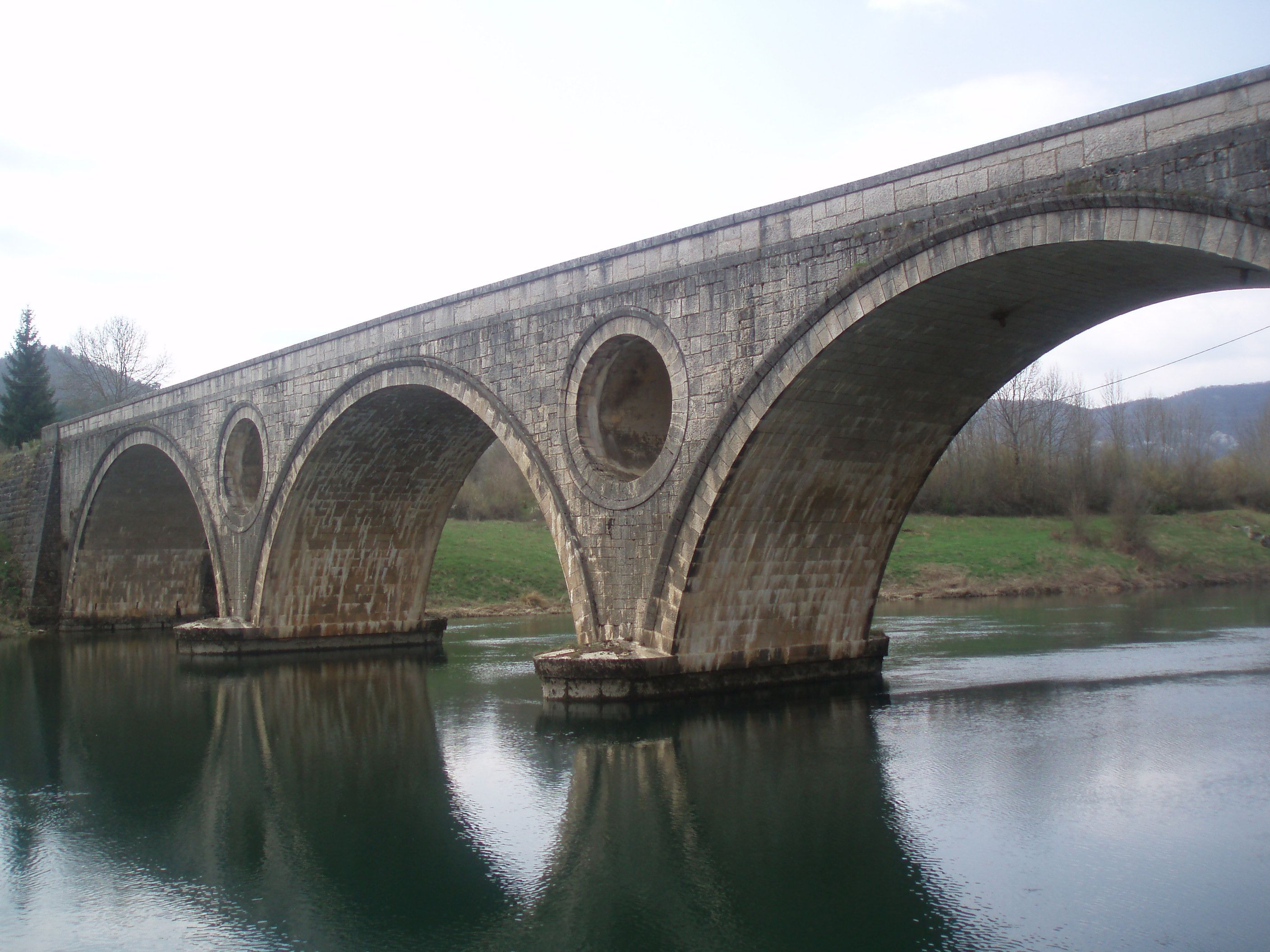
Otvory v mostu napomáhají průtoku vody.

Povodeň je přírodní jev způsobený rozlitím nadměrného množství vody v krajině mimo koryta vodních toků. Jejími následky mohou být různě velké škody na majetku, ekologické škody či oběti na lidských životech. Povodně způsobují škody zejména v domácnostech, infrastrukturách a podnikatelských subjektech, které se nacházejí v přirozených záplavových územích. I když povodňové škody lze snížit odstěhováním se od vodních toků, lidé tradičně žili a pracovali v jejich blízkosti, protože země je zde většinou plochá a úrodná a řeky nabízí dopravní možnosti. Některé povodně se vyvíjejí pomalu, zatímco jiné, jako přívalové povodně, se mohou vyvinout během několika minut, a to i daleko od vodních toků (např. z erozí ohrožených polí, rozsáhlých nepropustných ploch) nebo bez viditelných známek deště. Povodně mohou být lokální, ovlivňující blízké okolí vzniku, nebo velmi rozsáhlé, ovlivňující celé povodí.

## Vymezení pojmů
PovodeňPovodeň je výrazné přechodné zvýšení hladiny vodního toku, ať již v důsledku náhlého zvětšení průtoku (např. v důsledku dešťových srážek a/nebo tání sněhu), nebo zmenšením průtočnosti koryta (ledovou zácpou, ucpáním mostních otvorů apod.).
ZáplavaZáplava je vylití vody z koryta v důsledku povodně.
Záplavová čáraZáplavová čára je křivka odpovídající průsečnici hladiny vody se zemským povrchem při zaplavení území povodní.
Záplavové územíZáplavové území vymezené záplavovou čárou.

### Podle pojišťoven
Pojišťovny rozlišují povodně podle vlastního terminologie:
PovodeňZaplavení území vodou, která se vylila ze břehů vodních toků nebo vodních nádrží (přehrad a rybníků), nebo která tyto břehy a hráze protrhla.
ZáplavaVytvoření souvislé vodní plochy, která po určitou dobu stojí nebo proudí a může být způsobena i z jiných zdrojů než vodních toků, např. dešťovými srážkami, táním sněhu, z vodovodních zařízení a nádrží apod.

#### Z pohledu zasaženého
Z pohledu zasaženého či postiženého předmětu lze způsob namočení rozlišit podle směru, ze kterého voda přišla. Uvažujme dům v mírném svahu:
ZátopaZátopa přichází odspodu: sklep je zatopen spodní vodou, které do něj vyvzlínala při zvýšení hladiny spodní vody. Anebo je dům zatopen vodou z rybníka, jehož hladina běžně bývá pod úrovní domu, ale při dané události natolik vystoupala, že dosáhla až dolní strany domu.
ZáplavaZáplava přichází shora: na pole nad domem napadlo přívalovým deštěm tolik vody, že suché strouhy kolem domu, které při běžném dešti vodu od domu odvádí, tentokrát nestačily, a voda se nahrnula až do domu. Takto se voda dostala i do sklepa, že do něj natekla okny jako vodopády, když skleněné tabule světlíků na horní straně domu vnější tlak vody nevydržely a praskly.

### Podle zákona
Dělení povodní z hlediska zákona o vodách:
Přirozené povodněPřirozené povodně vznikají především shodou přírodních podmínek v povodí vodního toku v daném místě.
Zvláštní povodněZvláštní povodně nevznikají z přírodních příčin, ale v důsledku technické závady či havárie na nějakém vodním díle v povodí příslušného vodního toku.

## Charakteristika

### Význam povodní
V některých oblastech (Egypt a Mezopotámie) byly nebo jsou pravidelné povodně očekávanou podmínkou zemědělství. Na ochranu farem a měst některé řeky – náchylné k povodním – mají rozšířené a propracované systémy hrází postavených kolem jejich břehů a měst. Ale zadržováním povodňových vod tyto hráze mohou způsobit mnohem větší proud v místech, kde se protrhnou. Kontrola každoročních povodní hrázemi a přehradami též předchází nanášení sedimentů na úrodnou půdu. Každoroční cyklus povodní měl velký význam v mnoha raných zemědělských kulturách, nejznámější jsou Starověký Egypt na řece Nil a Mezopotámie na řekách Eufrat a Tigris, velkou roli hrály povodně i ve staré Číně.

### Příčiny povodní

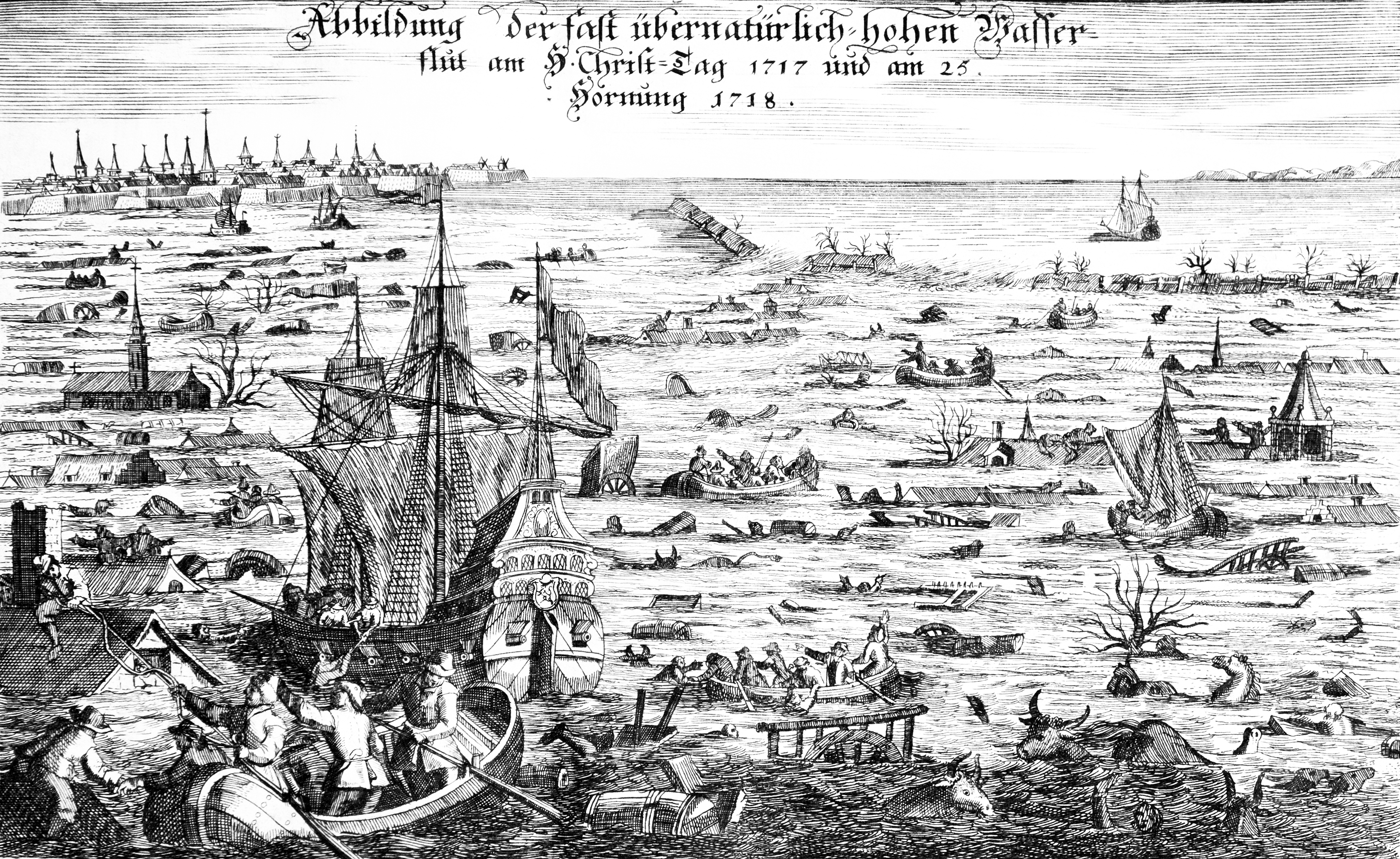
Rozsáhlé záplavy na pobřeží Severního moře, především v Holandsku a Německu, v důsledku bouře v prosinci 1717

Monzunové deště mohou způsobit ničivé povodně v některých rovníkových zemích, např. v Bangladéši, kvůli jejich rozšířeným periodám. Řeka Amazonka se v období dešťů rozlije do šířky až několika desítek kilometrů.
Hurikány mají množství různých vlastností, které spolu mohou způsobit devastující povodně. Jednou vlastností jsou vlny vysoké do 8 metrů, způsobené předním okrajem hurikánu, když se hýbe z moře na pevninu. Další je velké množství dešťových srážek spojených s hurikány. Oko hurikánu má extrémně nízký tlak, proto hladina moře může vystoupit o několik metrů v oku bouřky. Tento typ pobřežní povodně se vyskytuje v Bangladéši pravidelně. Více než půl milionu lidí přišlo o život v Bangladéši během cyklónu Bhola; převážně v důsledku vzedmutí mořské hladiny, které zaplavilo většinu nízko položených oblastí v deltě Gangy. 
Sekundární příčinou povodní podle Štefana Vaľa je nadměrné zhutnění povrchu lesních cest, vytvořených a určených pro svoz dřeva. Těžká lesní technika odkryje půdní profil a uježděním jej zpevní. Většinou jsou cesty v topologii sbíhajících se svážnic a při dešti tak fungují jako silné odvodňovací kanály. Les ztrácí přirozenou vlastnost zadržování a vsakování povrchové vody. Výsledek sucha v zemi jsou tzv. bleskové povodně bezprostředně po srážkách, dále snižování hladiny spodní vody v postižené oblasti, následné zvýšení sucha v obdobích bez srážek. Při dešti se lesní cesty stávají ještě větším rizikem, protože voda rychle odnáší povrchovou lesní půdu, narušuje do té doby stabilní lesní ekosystém.

### Síla povodní
Síla povodní je udávána pomocí statistického vyjádření, které se slovně označuje jako: desetiletá povodeň, padesátiletá povodeň, stoletá povodeň a podobně. Neznamená to však, že se taková povodeň objeví právě jednou za 10, 50 nebo 100 let. Desetiletá povodeň má pravděpodobnost výskytu jednou za 10 let ze 100 let (resp. {\textstyle {\frac {1}{10}}}), tj. pravděpodobnost výskytu je každý rok 10 %, což však neznamená, že by nemohla přijít dvakrát za sebou (stejně jako může padnout ve Sportce stejné číslo ve dvou tazích za sebou). Padesátiletá povodeň má pravděpodobnost výskytu jednou za 50 let ({\textstyle {\frac {1}{50}}}, tj. 2 %). Stoletá povodeň má pak pravděpodobnost výskytu v každém roce 1 % (resp. {\textstyle {\frac {1}{100}}}). Vlastní pravděpodobnost výskytu povodně se vypočítává za co nejdelší období, aby co nejlépe statisticky odpovídala místu.

## Povodně v Česku

### Druhy povodní v Česku
- letní povodně způsobené déletrvajícími regionálními srážkami o velké intenzitě s vysokými úhrny, projevující se výraznými důsledky na středních a větších vodních tocích,
- přívalové povodně způsobené krátkodobými srážkami s velkou intenzitou představují lokální ohrožení, jehož výskyt je možný na celém území státu s možnými katastrofálními důsledky na menších vodních tocích odvodňujících zejména sklonitá území; závažnost ohrožení zvětšuje obtížnost přesnějších předpovědí těchto událostí,
- zimní a jarní povodně způsobené rychlým táním sněhové pokrývky, často v kombinaci s dešťovými srážkami; tyto povodně zasahují nejčastěji podhorské vodní toky a při rozsáhlejším oteplení v kombinaci s dešti zasahují i velké nížinné vodní toky,
- povodně způsobené ledovými jevy na vodních tocích v zimním období způsobené ledovými nápěchy nebo zácpami, které mohou vzniknout na vodních tocích všech kategorií; intenzitu povodně určují kombinace místních podmínek v korytech vodních toků a výskytu příčinných meteorologických jevů (dlouhá mrazová období střídaná teplotními inverzemi nebo prudkým oteplením),
- zvláštní povodně jsou povodně způsobené umělými vlivy, tj. situacemi, které mohou nastat při stavbě nebo provozu vodních děl, při narušení vzdouvacího tělesa, při poruše hradicích konstrukcí výpustných zařízení, nebo při řešení kritických situací z hlediska bezpečnosti vodních děl.

### Povodně v Česku

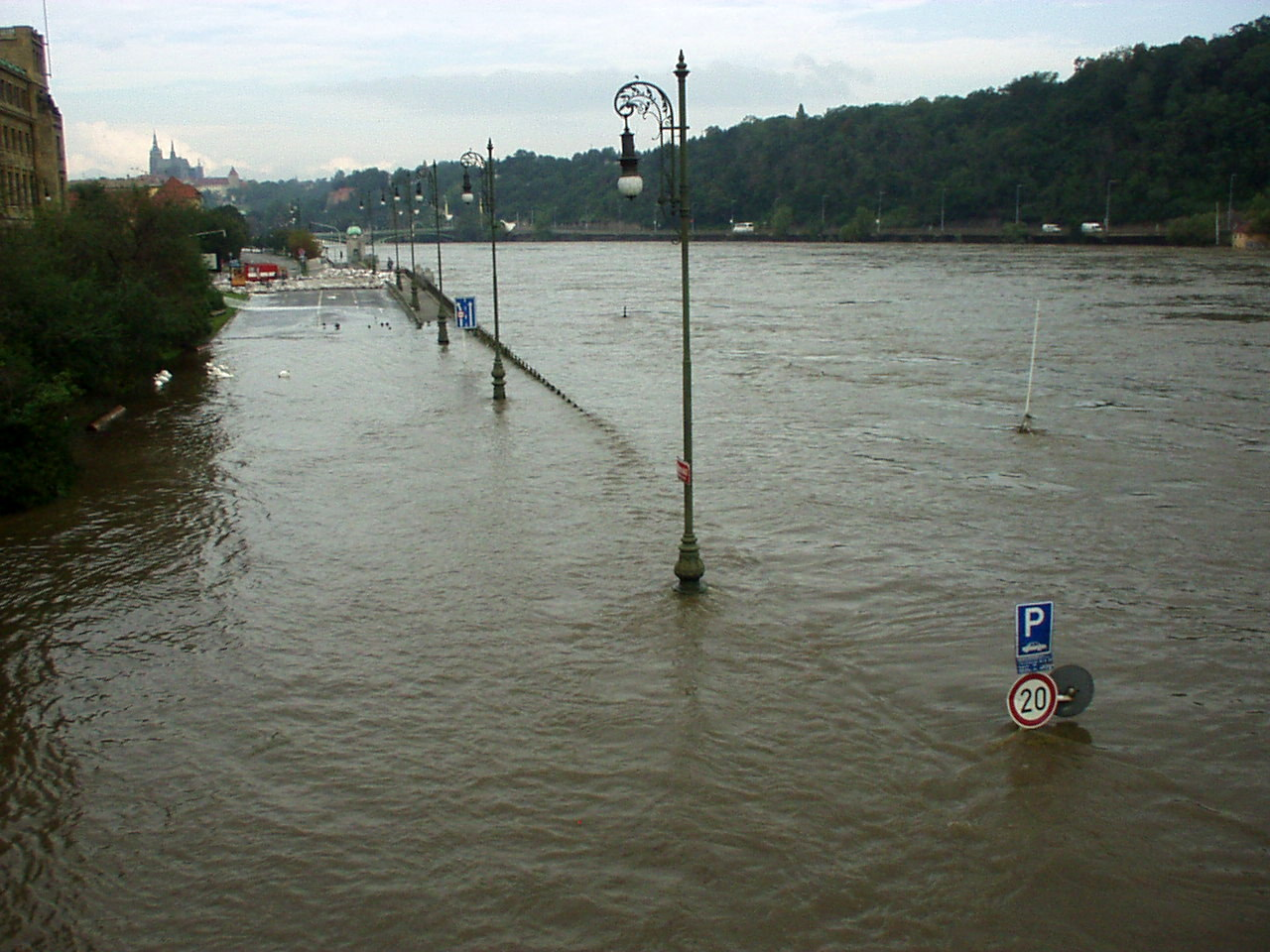
Rozvodněná Vltava v Praze v srpnu 2002

Na území Česka dochází k rozlivu vody mimo koryta vodních toků při povodňových situacích s 1% pravděpodobností výskytu (tzv. stoletá voda) na celkové ploše 2 481,9 km² území v okolí vodních toků, z toho plocha 1 303,4 km² je nějakým způsobem chráněna na častěji se vyskytující povodně.
Pro vznik povodní v podmínkách Česka jsou v naprosté většině případů rozhodující meteorologické příčinné jevy, jejichž důsledky se projeví přímo na území státu. Povodně přicházející ze sousedních států se mohou vyskytovat ve významnějším rozsahu pouze na Dyji a částečně na horní Lužnici. Významné je i ohrožení území Česka v důsledku povodňových situací na Ohři přítoky z území Německa a na Olši a Stěnavě přítoky z Polska.
Povodně jsou přirozenou součástí koloběhu vody v krajině. Vedle meteorologických jevů je pro povodňové situace druhým hlavním určujícím faktorem i způsob využití a nakládání s pozemky v jednotlivých povodích.

V Česku je zároveň možné dlouhodobě pozorovat vysokou míru dobročinnosti v době povodní. 
„Bereme-li v úvahu srovnatelné země, jako je Slovensko, Maďarsko či Polsko, dávají Češi mnohem více,“ říká ředitel nadace Člověk v tísni Šimon Pánek.
Pomoc Češi nabízejí jak individuálně, tak prostřednictvím neziskových organizací – velmi aktivními jsou např. Charita ČR, Člověk v tísni nebo ADRA. Tyto organizace nejen dbají na distribuci akutní pomoci, ale soustředí se i na měsíce poté, co voda opadne. Nabízejí např. psychologickou pomoc, pomáhají s bydlením, odklízejí škody. Člověk v tísni také do oblasti vysílá tzv. mobilní tým, který se zaměřuje také na dluhové a právní poradenství, které je pro lidi postižené povodní velmi důležité.

### Ekonomické škody
Velké povodně jsou silným zásahem do ekonomiky celé země, zároveň mohou způsobit zranění či smrt mnoha lidí. Škody z povodní v roce 2002 v Čechách se odhadují na 75 mld. Kč, přičemž následoval pokles HDP o 0,5% a voda si vyžádala 17 lidských životů. Při povodních na Moravě v roce 1997 zemřelo 50 lidí, bylo zničeno 29 000 domů a škoda se odhaduje na 60 miliard korun, negativní vliv na HDP ČR v následujícím roce se odhaduje až na 1%.

### Protipovodňová opatření
Protipovodňová opatření začala být veřejně rozebírána po povodních na Moravě a Odře v roce 1997. Některé projekty jsou brzděny místními protesty (vodní nádrž u obce Nové Heřminovy), problémy s výkupem pozemků, nerozhodností (obec Troubky) nebo pomalou přípravou. V ČR je velký problém s jevem NIMBY (Not In My Back Yard), kdy sice obyvatelstvo se stavbou souhlasí, ale jen za podmínky, že není v blízkosti jejich bydliště.

## Povodně ve světě

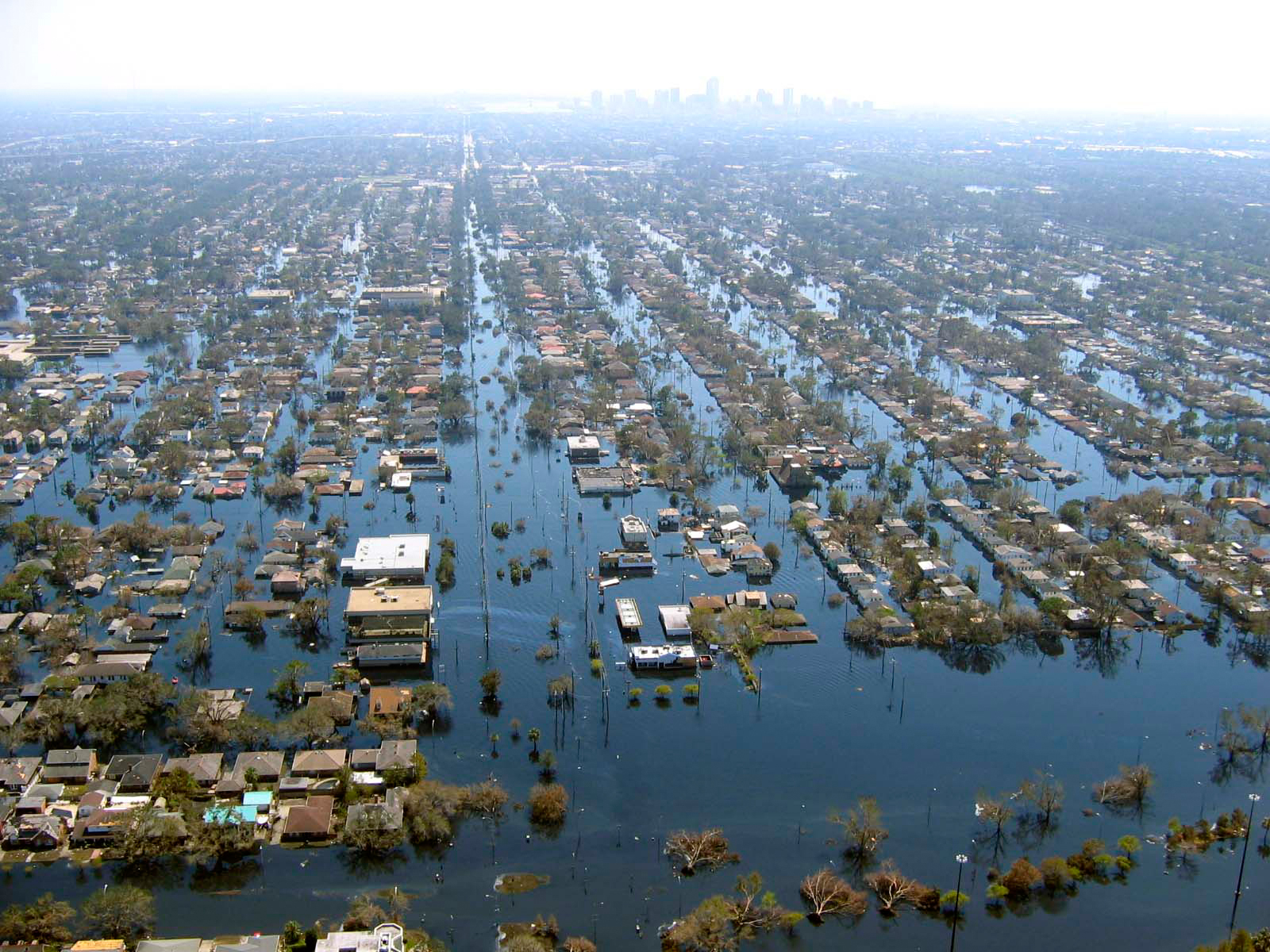
Zaplavený New Orleans následkem hurikánu Katrina v roce 2005

V zemích západní Evropy jsou řeky, náchylné na povodně, často pozorně řízené. Ochrana jako protipovodňová hráz, břehová hráz, nádrže a splavy se používají na prevenci vylití řek z břehů. Přímořské povodně byly řešené v Evropě pomocí pobřežní ochrany, jako je např. mořské zdi a obnova pobřeží. Například Londýn je chráněn od povodní velkou mechanickou bariérou přes řeku Temže, která je aktivována, když hladina moře dosáhne určitého bodu, bariéry jsou plně v provozu přibližně za půl hodiny. Benátky budou jako i celá laguna nyní také chráněny podobným systémem, zde je ale ohrožuje spíše příliv, než rozvodněné řeky. Největší a nejpropracovanější povodňové ochrany má ovšem Nizozemí, kde jsou označované jako vodní díla v říční deltě. Staletí boje s vodou naučila Nizozemce, jak získávat půdu a bránit se záplavám. Největší rozsah mívají povodně ovšem v Asii, např. v Bangladéši: když dojde k rozvodnění Gangy a Brahmaputry, je pod vodou většina území státu.
Veletokem, který měl v minulosti na svědomí nejvyšší počty obětí, je Žlutá řeka (Chuang-che) v Číně.
V Evropě od roku 1500 bylo na různých částech identifikováno 9 povodňových období. Jsou to období 1500-1516, 1564-1576, 1592-1636, 1636-1660, 1756-1792, 1840-1872, 1864-1892, 1916-1940 a 1992-2016.
Přesto v záplavových zónach v méně rozvinutých zemích v letech 1985-2015 prudce rostla zástavba.

### Situace na vodních tocích
- Povodí Ohře
- Povodí Labe Archivováno 19. 9. 2009 na Wayback Machine.
- Povodí Vltavy Archivováno 29. 6. 2013 na Wayback Machine.
- Povodí Odry
- Povodí Moravy
- Česko
- Slovensko
- Polsko